# Comité Pro Paz
El Comité Pro Paz (formalmente Comité de Cooperación para la Paz en Chile), fue un organismo de derechos humanos creado en 1973 por las iglesias cristianas junto con la comunidad judía para proteger la vida e integridad física de las personas perseguidas por la dictadura militar en Chile. Tras su disolución en 1975 fue sucedido por la Vicaría de la Solidaridad.

## Las primeras tareas

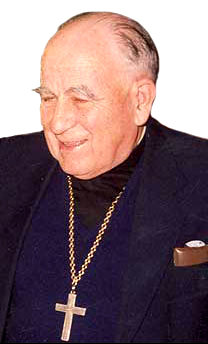
Cardenal Raúl Silva Henríquez, máximo representante de la Iglesia Católica chilena.

Ante la imperiosa necesidad de proteger la vida de miles de chilenos frente a la gravedad de la represión desatada por las nuevas autoridades luego del golpe de Estado, las iglesias chilenas organizaron rápidamente un servicio ecuménico de amparo a las personas en dificultades. Este esfuerzo contó con la participación de algunas iglesias cristianas, como la bautista, metodista, ortodoxa y también la comunidad judía. Así nació el Comité de Cooperación para la Paz en Chile (llamado Comité Pro Paz o también Copachi) y asimismo el menos conocido Comité Nacional de Ayuda a los Refugiados Extranjeros (CONAR).  
El Comité de Cooperación para la Paz en Chile fue el primer paso en la defensa de los derechos humanos durante la dictadura militar. Se creó a través del decreto arzobispal N.º 158-73, firmado por el cardenal Raúl Silva Henríquez el 4 de octubre de 1973. Se nombraron como copresidentes del Comité al obispo católico Fernando Ariztía Ruiz y al obispo luterano Helmut Frenz. El primer secretario ejecutivo del Comité fue el jesuita Fernando Salas. El Copachi funcionaba en una casona en calle Santa Mónica en Santiago. Del trabajo con los afectados y sus familiares surgieron los programas laboral, asistencial, salud, zonas, campesinos, universitario y el departamento jurídico. Con premura se constituyó un equipo de asistentes sociales y abogados que llegaron a trabajar al Comité, hubo además un grupo de trabajo compuesto por religiosas, sacerdotes y laicos con la misión de asilar gente perseguida en las embajadas. 
El Comité buscaba afrontar las situaciones de injusticia como desamparo que produjo la persecución de la dictadura. Entre sus objetivos figuraba la tarea de promocionar ayuda material y espiritual a las personas y familias afectadas por la represión, proveer asistencia legal y judicial y documentar las irregularidades cometidas, teniendo siempre como norte la defensa de los derechos de todas las personas. El Comité fue la única institución, el único lugar donde podían acudir sin miedo las personas cuyos familiares habían sido detenidos o perseguidos, así como las personas que habían sido exoneradas por razones políticas, entre otras víctimas de la dictadura. La masividad de la represión hacía que muchos de los presos estuvieran en centros no convencionales como el Estadio Nacional de Chile, o incluso en campamentos abandonados en medio del desierto como fue la oficina salitrera Chacabuco. De manera recurrente comenzaron a aparecer casos de personas que habían sido detenidas (las más de las veces por la noche en su casa, frente a sus familias), pero cuyas detenciones no eran oficialmente reconocidas, ni se encontraban sus cuerpos baleados en medio de la calle (como ocurrió con muchos de los ejecutados de los primeros años de la dictadura). Los funcionarios del Comité comenzaron a trabajar con los familiares de estos casos cuyo paradero se desconocía, en forma colectiva para fomentar su organización. Fue el primer paso para la fundación de la Agrupación de Familiares de Detenidos Desaparecidos.

## El departamento jurídico
El departamento jurídico fue dirigido por el abogado José Zalaquett y tuvo como tarea coordinar el trabajo que realizaban procuradores, abogados internos y abogados externos en la defensa de los derechos humanos, este trabajo se realizó en tres ámbitos:
- Defensas ante los consejos de guerra. Proporcionar la defensa jurídica a los personas acusadas por estos consejos, tribunales de guerra que se constituyeron luego del golpe militar para juzgar conductas que se realizaron antes del golpe militar. Estos consejos se desarrollaron a lo largo de todo Chile. En Santiago tuvo notoriedad el consejo que se desarrolló contra los miembros de la Fuerza Aérea, el llamado «Aviación/Bachelet y otros ROL 1-73», en referencia al brigadier general Alberto Bachelet.
- Presentación de recurso de amparo. El departamento jurídico del Comité Pro Paz evaluó que la acción de amparo sería la mejor vía para lograr tener noticias de un detenido, a pesar de que desde septiembre de 1973 la Corte de Apelaciones de Santiago había rechazado sistemáticamente los recursos que se interponían en favor de los detenidos de la dictadura. Los abogados fundaron sus solicitudes en los relatos entregados por familiares y testigos del detenido, aún sabiendo que en la práctica, iba a ser rechazado por la Corte. El motivo del amparo era el mismo en todos los casos conocer el paradero, lugar de detención de la persona. Casi todos de los recursos fueron rechazados por la Corte. El 29 de marzo de 1974 se presentó un recurso de amparo masivo ante la Corte de Apelaciones de Santiago por los arrestos y desapariciones de 131 personas que se produjeron entre el 11 de septiembre de 1973 y el 17 de marzo de 1974, recurso que rechazado por la Corte.
- Presentación de solicitudes de ministro en visita. El Comité decidió solicitar ante los tribunales la designación de un ministro en visita. El objetivo era que estudiara e investigara todos los antecedentes de las personas detenidas que no se conocía donde estaban. El Comité preparó informes de cada persona detenida, sin embargo, todas las solicitudes fueron rechazadas.

## El trabajo social
El Comité siempre fue un seguro, acogedor lugar de encuentro de los familiares de los detenidos y perseguidos por la dictadura. Ellos fueron los beneficiados por la atención integral del Comité. Se fueron agrupando los familiares según el lugar de detención en que se encontraba su familiar. Estos grupos dieron origen a talleres de ayuda, a servicios de apoyo pero también fue el germen de la actual Agrupación de Familiares de Detenidos Desaparecidos, AFDD. El Comité organizó el viaje de los familiares de los detenidos en el campo de prisioneros de Chacabuco. 
No sólo se desarrolló su trabajo en su sede central, el Comité salió a los sectores más pobres de Santiago, organizando comedores infantiles y bolsas de cesantes. Esto se desarrolló a través del departamento de zonas.
El jesuita Fernando Salas dejó el Comité Pro Paz. El cardenal Raúl Silva Henríquez nombró al sacerdote Cristián Precht Bañados como secretario general del Comité, asumiendo el 6 de octubre de 1974.

## El caso Jaime Zamora
El 15 de mayo de 1975 Jaime Zamora, militante socialista, escapó de la DINA y pidió refugio en las oficinas del Comité Pro Paz. Este permaneció en este recinto mientras la DINA rodeó el lugar. Comenzó una negociación entre la dictadura y el Comité Pro Paz y se logró que la DINA dejara el lugar. El cardenal Raúl Silva Henríquez pudo conocer la realidad que vivían los presos políticos en Chile, la realidad de la tortura, así él lo relató:

Se habían llevado al maltrecho Zamora a un refugio más seguro. En la mañana siguiente, el padre Cariola se contactó con mi médico personal el doctor Alberto Lucchini, y le pidió que examinara a Zamora (...) Lucchini realizó un detenido examen del cuerpo de Zamora, que había sido quemado con cigarrillos. Diseñó una silueta y fue anotando todos los lugares donde había señas de flagelación. Cuando vi ese dibujo me dieron ganas de llorar: ¡cómo era posible que en nuestra patria de siempre se cometiera tanta maldad contra el hombre!.

Días después, Jaime Zamora pudo salir refugiado.

## Fin del Comité
La dictadura militar presionó fuertemente para que el Comité se disolviera desde su fundación misma, primero amenazando a las iglesias que lo patrocinaban con el revocamiento de su permiso para funcionar en Chile, luego con feroces campañas de desprestigio en la prensa, presentando al Comité como un instrumento del marxismo infiltrado en las Iglesias. Sin embargo, el Comité prosiguió con su trabajo de defensa de los perseguidos con la interposición de recursos y atención de los familiares de los detenidos.
El Comité denunció la falsedad de las informaciones sobre muertes de chilenos en Argentina, caso conocido como Operación Colombo y solicitó un ministro en visita para que recibiera la información que se tenía sobre esas personas, solicitud que fue denegada. El 3 de octubre de 1975 la dictadura decretó la prohibición de ingreso al país del copresidente del Comité, el obispo luterano Helmut Frenz. 
En noviembre de ese mismo año los sacerdotes jesuitas Patricio Cariola, Fernando Salas, el padre Rafael Maroto y el sacerdote norteamericano de la Congregación de Santa Cruz Gerardo Whelan fueron detenidos por la dictadura. Estos habían ayudado a miembros del MIR y sus parejas, que eran perseguidos por la DINA, a asilarse en embajadas. Mientras este conflicto estaba sucediendo, el cardenal Raúl Silva Henríquez se reunió con el presidente de la Junta Militar de régimen de facto  Augusto Pinochet. Este le señaló el objetivo que estaba pretendiendo la dictadura. Recordó el cardenal: 

Basado en los acontecimientos de los días pasados, y en antecedentes que decía tener acerca de las actividades de algunos clérigos, quería pedirme que disolviera el Comité Pro Paz, porque si no el gobierno se vería obligado a hacerlo por la fuerza. Sus informaciones, según dijo, probaban fehacientemente que en Pro Paz había una estructura organizada para atacar al gobierno y defender a los terroristas (...) le dije al general Pinochet que me lo pidiera por escrito. El general aceptó. Entonces le advertí que de todos modos la Iglesia no abandonaría su deber de cautelar los derechos humanos.

Tal como se lo había pedido el cardenal, Augusto Pinochet cumplió. El 11 de noviembre de 1975 el cardenal Raúl Silva Henríquez recibió la carta donde pedía cerrar el Comité Pro Paz, esta señalaba: 

Por ello hemos considerado que el mencionado organismo es un medio del cual se valen los marxistas-leninistas para crear problemas que alteran la tranquilidad ciudadana y la necesaria quietud. Será pues, un positivo paso para evitar males mayores, el disolver el mencionado Comité.

Al aceptar cerrar el Comité, la dictadura dejó libre a los cuatro sacerdotes detenidos. Mientras sucedía esta negociación los agentes de la dictadura detuvieron a un abogado del Comité, Marcos Duffau. también fue detenido el procurador Álvaro Varela. El 15 de noviembre agentes de la DINA detuvieron a José Zalaquett, jefe del departamento jurídico. Este fue al centro de detención de Tres Álamos. Se presentó el 18 de noviembre un recurso de amparo por los abogados detenidos, recurso que fue denegado. 
Con la petición de Pinochet y la aceptación de cerrar el Comité por parte del Cardenal Raúl Silva Henríquez, terminó la primera etapa en la defensa de los derechos humanos durante el dictadura militar en Chile. El cierre del Comité se concretó el 31 de diciembre de 1975. Al día siguiente, empezó a funcionar la Vicaría de la Solidaridad, que recogió y continuó el trabajo realizado por el Comité Pro Paz en la defensa de la vida y los derechos humanos. Esta nueva institución mantuvo los objetivos y los mismos funcionarios del Comité pero, a diferencia de éste, la Vicaría de la Solidaridad como Vicaria fue parte de la estructura institucional de la Iglesia Católica de Santiago, por tanto se encontraba directamente bajo el alero del Arzobispo de Santiago.

## Conmemoración de los 50 años del Comité Pro Paz
El 4 de octubre de 2023 al conmemorarse los 50 años del Comité Pro Paz la Universidad Alberto Hurtado realizó un homenaje a las exfuncionarias, a los exfuncionarios de la institución. En el acto se dio las gracias por el trabajo realizado por la defensa de los Derechos Humanos que realizaron las trabajadoras sociales y los abogados. El rector de la universidad, el padre Eduardo Silva sj agradeció en un discurso la labor profética del Comité en ayuda de los perseguidos. Asistieron representantes de organizaciones de derechos humanos, como la presidenta de la Agrupación de Familiares de Ejecutados Políticos (AFEP), Alicia Lira; la presidenta de la Agrupación de Familiares de Detenidos Desaparecidos (AFDD), Gaby Rivera; la directora ejecutiva del Museo de la Memoria y los Derechos Humanos, María Fernanda García; la expresidenta del mismo museo y exvicepresidenta de la Comisión Valech, María Luisa Sepúlveda. La universidad Alberto Hurtado ocupa el ex edificio del Arzobispado de Santiago, donde se ubicaban las primeras oficinas del Comité Pro Paz, trabajo que oficialmente se inició el 4 de octubre de 1973. Para recordar a la primera oficina del Comité Pro Paz, se hizo un mural en el primer piso del edificio de Erasmo Escala 1822 que recuerda esas primeras semanas de trabajo. En el mural trabajaron un grupo de artistas encabezados por el sacerdote jesuita Pablo Walker.